# Pablo Arosemena
Pablo Arosemena, né le 24 septembre 1836 à Panama et mort le 29 août 1920 dans la même ville, est un homme politique panaméen. Il est président du Panama du 5 octobre 1910 au 1er octobre 1912.